# La Théorie du chaos (livre)
Vers une nouvelle science
Pour les articles homonymes, voir La Théorie du Chaos.
La Théorie du Chaos : Vers une nouvelle science (1989) est la traduction en français du livre Chaos: Making A New Science (1987) de James Gleick. Il est l'un des premiers livres à introduire auprès du grand public des principes et découvertes de la théorie du chaos.
Le livre s'est classé parmi les finalistes du National Book Award ainsi que du prix Pulitzer en 1987. Il a également été nommé pour le Science Book Prize (en) de 1989.

## Contenu
Le livre aborde des notions telles que l'ensemble de Mandelbrot, l'ensemble de Julia et l'attracteur de Lorenz, sans utiliser des mathématiques poussées. Il relate les efforts de dizaines de scientifiques ayant développé la théorie.
En 2011, une version numérique augmentée est publiée par Open Road Media, qui y ajoute des vidéos et des hyperliens.